# Przylisne
Przylisne (ukr. Прилісне, Prylisne, do 1964 Maniewicze, Маневичі) – wieś na Ukrainie, w obwodzie wołyńskim, w rejonie maniewickim.
Większość mieszkańców stanowią Ukraińcy (99,30%). We wsi znajduje się cerkiew pw. Michała Archanioła.